# Calochilus caeruleus
Calochilus caeruleus är en orkidéart som beskrevs av Louis Otho Otto Williams. Calochilus caeruleus ingår i släktet Calochilus och familjen orkidéer. Inga underarter finns listade i Catalogue of Life.